# Stuletnie jaja

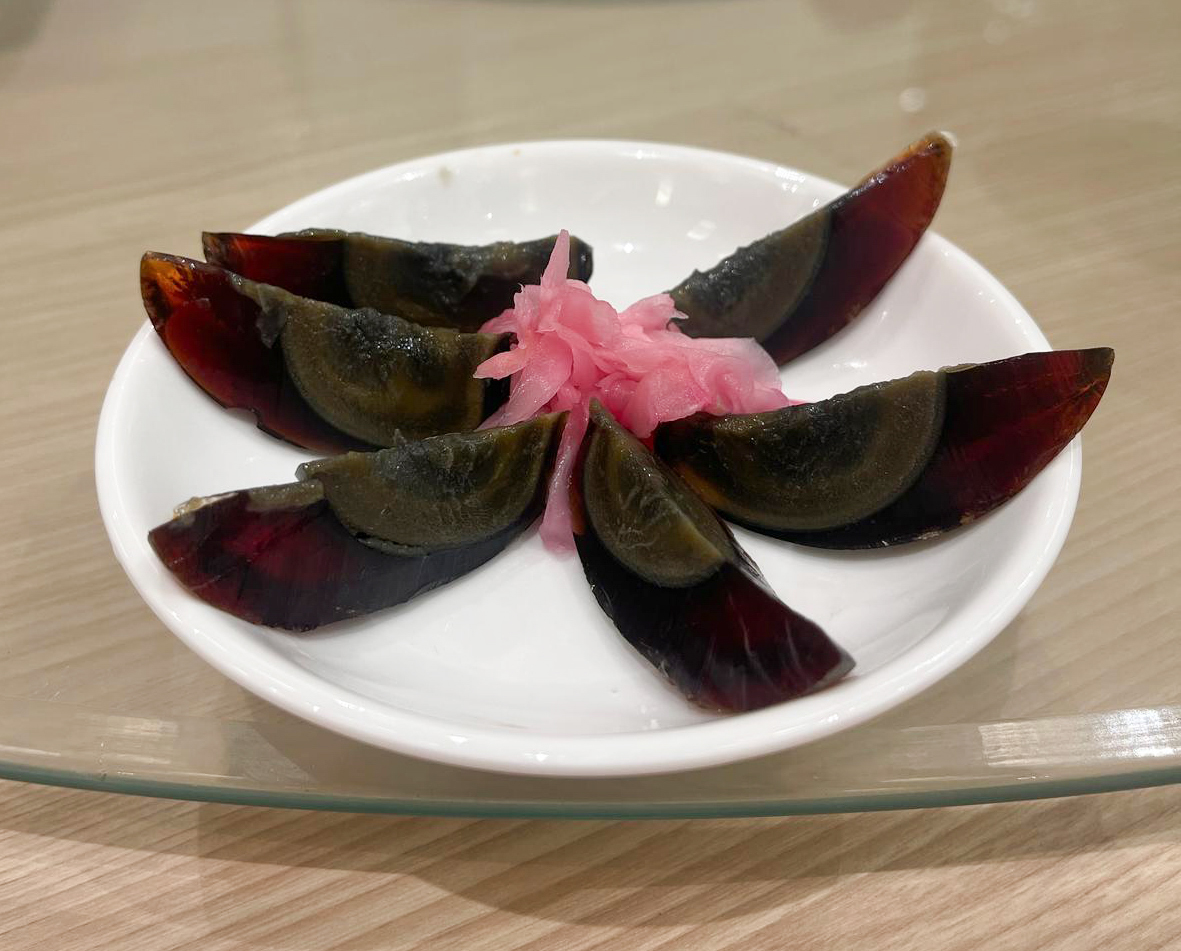
Stuletnie jajo

Stuletnie jaja (chiń. 松花蛋 sōnghuādàn lub 皮蛋 pídàn) – charakterystyczne dla kuchni chińskiej danie, będące zakonserwowanym i przechowywanym od kilku tygodni do kilku miesięcy jajkiem na twardo.
Proces przygotowania stuletnich jaj rozpoczyna się od włożenia jajek do blaszanego naczynia wypełnionego roztworem przygotowanym z gliny, niegaszonego wapna, soli, herbaty, łusek ryżowych i wody. Pojemnik z jajami jest szczelnie zamykany i odstawiany na okres około stu dni. W tym czasie dochodzi w nim do procesu gaszenia wapna, podczas którego jajka nagrzewają się, a następnie stygną. Twarda, hermetyczna skorupa, która oblepia jajko, zabezpiecza je przed zepsuciem. Po całym procesie białko robi się brązowe lub czarne i nabiera galaretowatej konsystencji, żółtko natomiast nabiera barwy brązowozielonej. Tak przygotowane jajka podaje się jako zimną zakąskę z sosem sojowym, octem winnym lub imbirem.
Nazwa stuletnie jaja pochodzi z faktu, że ich koneserzy, podobnie jak koneserzy win, przechowują je nieraz po kilka, kilkanaście, a nawet więcej lat, uznając, że im starsze, tym bardziej są smaczne.
Jajka te używane są również w chińskiej medycynie jako dieta dla chorych. Wtedy ich przygotowanie trwa krócej, a wrzuca się je do słonej wody wymieszanej z gliną i sadzą.